# 長島弘志
長島 弘志（ながしま ひろし）は、ラウドヒル計画参加者から選抜された、社会派テーマにダンス、殺陣を交えたポップな舞台を中心に活動中の静岡男8人による精鋭舞台集団『エイトビート』のメンバーである。

## 来歴
高校で演劇部に入ったことで舞台活動を始める。舞台役者としての活動の他に、脚本、演技指導、Web制作なども行っている。

## 出演

### 舞台
2013年
- ラウドヒル計画エスパルスオフィシャルダンスミュージカル『GO!!ALL』（7月6日-7日、静岡市民文化会館）

2014年
- ラウドヒル計画エスパルスオフィシャルダンスミュージカル『GO!!ALL returns』（9月27日-28日、静岡市民文化会館）

2015年
- ラウドヒル計画『STAND UP!～シズオカ独立宣言 家康再起動～』（3月28～29日、静岡市民文化会館）
- ラウドヒル計画『STAND UP!～シズオカ独立宣言 家康再起動～』再演（9月22～23日、静岡市民文化会館）

2016年
- エイトビート STAGE1.00『スターダストメモリー』（7月15日、静岡市民文化会館）

2017年
- ラウドヒル計画『ACTION!!～シズオカ新撰組血風録～』（3月11～12日、静岡市民文化会館）
- エイトビート STAGE1.01『スターダストメモリー』再演（5月3日、静岡市民文化会館）
- エイトビート STAGE2.00『BIRDMEN』（12月1～2日、静岡市民文化会館）

2018年
- ラウドヒル計画『Fly me to the Moon ～タケトリストーリー～』（3月11日、静岡市民文化会館）
- ラウドヒル計画『BEAT IT!!～新今川物語2018～』（11月3～4日、静岡市民文化会館）

2019年
- 近藤良平・コンドルズ×障がい者ダンスチーム・ハンドルズ 静岡公演2019『君となら なんか変われる 気がするの』（1月20日、静岡市民文化会館）
- エイトビート STAGE2.01『BIRDMEN』再演（3月20～21日、静岡市民文化会館）
- ラウドヒル計画『BEAT IT!!～新今川物語2019～』再演（5月5日、静岡市民文化会館）
- エイトビート STAGE3.00『Five Star』（10月5～6日、静岡市民文化会館）

2020年
- エイトビート STAGE3.01『Five Star』再演（3月28日）※新型コロナウイルスの影響により公演中止

2021年
- エイトビート STAGE3.01『Five Star』再演（3月20日〜21日）
- 『FLASH！〜アベハナネヴァーエンド〜』（10月30日〜31日）
- エイトビート STAGE2.02『BIRDMEN』再々演（11月5日）

2022年
- ハイポジション×エイトビート 『Kiss of Life』（3月26日～3月27日）
- 『FLASH！〜アベハナネヴァーエンド〜』再演（7月2日〜3日）
- エイトビート STAGE3.02『Five Star』再演（9月4日）

## その他の活動

### 脚本
- エイトビート　うみえ～る焼津「HEELMEN」
- ラウドヒル計画「ドリーマーズ・ハイ」（2019年 「Five Star」と同時上演）